# Fernando Modrego Caballero
Fernando Modrego Caballero (Sant Sebastià, 4 de febrer de 1957) és un arquitecte i polític valencià, conseller de la Generalitat Valenciana i diputat a les Corts Valencianes en la VI Legislatura.

## Biografia
Llicenciat en arquitectura, es va establir a Benidorm. Va exercir d'arquitecte municipal a Polop i fou membre de la junta del Col·legi d'Arquitectes d'Alacant. Amb l'arribada d'Eduardo Zaplana a la presidència de la Generalitat Valenciana fou nomenat director general d'Urbanisme i Ordenació Territorial (1995) i subsecretari d'Urbanisme i Obres Públiques (1998).

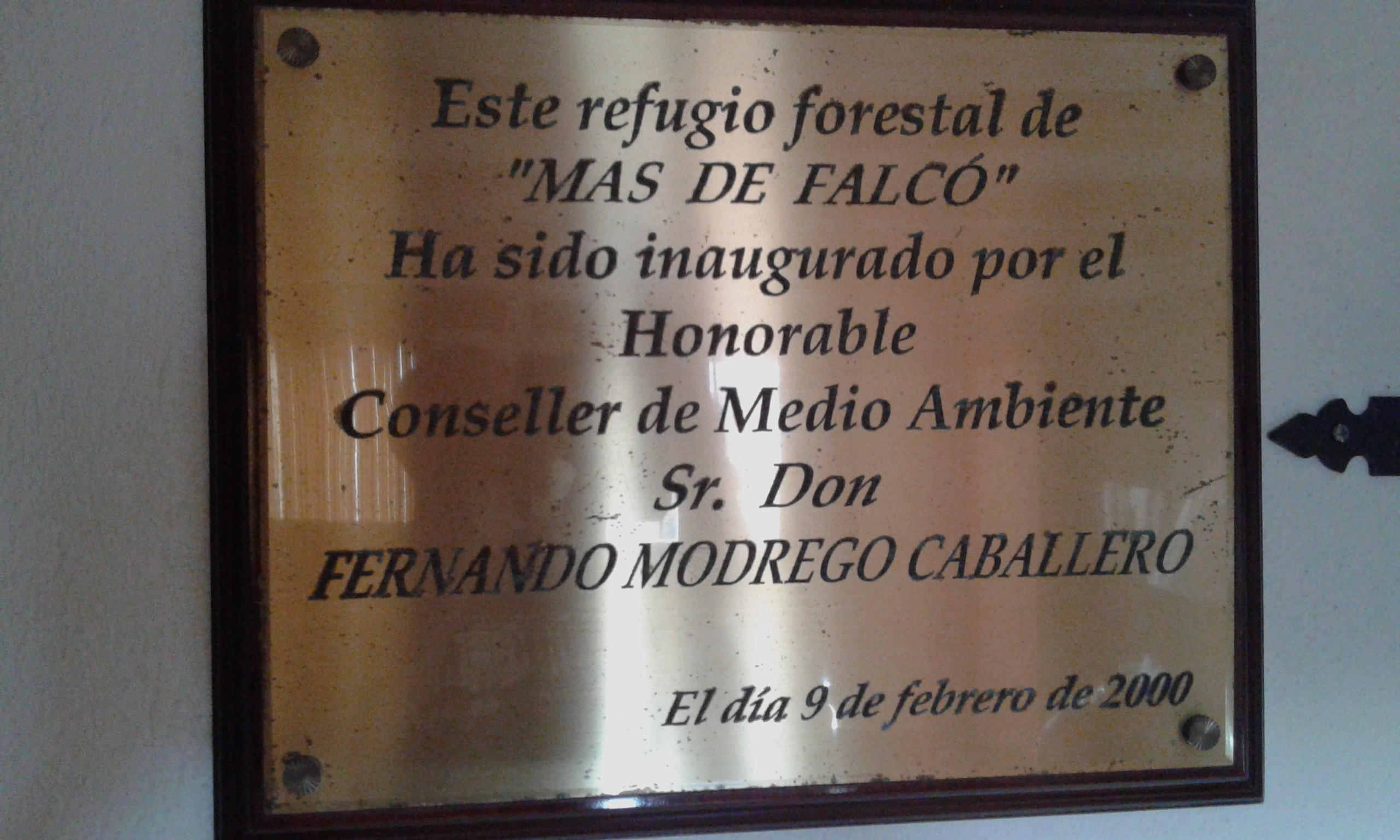
Placa inaugural del Refugi Forestal Mas de Falcó a Castellfort quan era Conseller de Medi Ambient

El 1999 fou nomenat Conseller de Medi Ambient de la Generalitat Valenciana, càrrec que va mantenir fins a 2003. Fou elegit diputat a les eleccions a les Corts Valencianes de 2003. El 2007 no es va presentar a la reelecció i continuà la seva tasca com arquitecte municipal de Polop i com assessor extern a Benidorm.